# Andreas Vollenweider

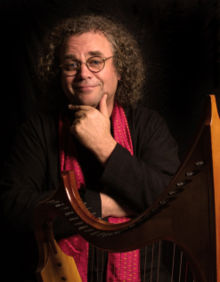
Andreas Vollenweider, 2004

Andreas Vollenweider (* 4. Oktober 1953 in Thalwil) ist ein Schweizer Musiker, Komponist, Produzent und Arrangeur. Er wurde ab den späten 1970er-Jahren vor allem als Harfenist mit eigenem Stil weltbekannt.

## Musik
Seine Musik wurde mit Kategorien versehen wie World Music, Jazz, New Age oder Neoklassik; zwei seiner Alben waren gleichzeitig elf Wochen lang Nummer 1 der Billboard Charts in den Kategorien Classical, Jazz, Pop und Crossover. Seine Musik wird als sehr farbig, dynamisch und geprägt von einer Vielfalt exotischer Klangfarben beschrieben. Neben der Harfe spielt er auch Piano, Orgel, Gitarre, eine Vielzahl verschiedener Blasinstrumente sowie viele exotische Instrumente. Gelegentlich setzt er auch seine Stimme oder die von Gastsängern ein.
Einige seiner musikalischen Begegnungen waren unter anderem mit Bobby McFerrin, Carly Simon, Djivan Gasparyan, Luciano Pavarotti, Ladysmith Black Mambazo, Carlos Núñez, Ray Anderson, Zucchero, Hans Zimmer, Angelo Branduardi, Milton Nascimento, Eliza Gilkyson und Söhne Mannheims.
Vollenweider unternahm bislang zahlreiche Tourneen und gab Freiluftkonzerte in Europa, den USA, Afrika, Asien und Lateinamerika.

## Leben
Andreas Vollenweider wuchs in einer künstlerisch vielseitigen und inspirierenden Umgebung auf; sein Vater Hans Vollenweider (1918–1993) war Organist. In den Ferien suchte der Vater mit seiner Familie stets die Kirchen und deren Orgeln eines Ortes auf. Als Autodidakt wurde er zunächst zum Multiinstrumentalisten, auf der Suche nach «seinem» Instrument.
1975 entdeckte er die Harfe für sich, entwickelte eine eigene Spieltechnik und modifizierte das Instrument mit Hilfe eines Freundes nach seinen Bedürfnissen: es entstand die elektro-akustische Harfe. Vollenweider komponierte zunächst für Film-, Theater- und Fernsehproduktionen. In den folgenden Jahren wirkte er mit René Bardet und Orlando Valentini im Ensemble Poesie und Musik mit. Dabei entstanden Vertonungen von Gedichten Heinrich Heines und François Villons.
1979 veröffentlichte er in der Schweiz sein erstes Album Eine Art Suite in XIII Teilen. Es gilt als «Wiege des Vollenweider-Sounds». 1981 gaben Andreas Vollenweider & Friends ihr erstes Konzert auf dem Montreux Jazz Festival. Im folgenden Herbst erschien das Album Behind the Gardens – Behind the Wall – Under the Tree. Am 29. August 1982 trat er in der Reihe Rockpalast des WDR bei einem Freiluftkonzert auf der Freilichtbühne Loreley auf, das 2024 als Live-Album erschien.
Sein Engagement in der Umweltschutz- und Friedensbewegung unterstrich er 1983 mit seiner Single Pace Verde und dem gleichnamigen Musik-Video. In Amsterdam erhielt er den Edison Award.
1984 gelang ihm mit seinem vierten Album White Winds der Sprung in die US-amerikanischen Charts und zwar in drei verschiedenen Kategorien gleichzeitig: Pop, Klassik und Jazz. Seine erste USA-Tour wurde ein grosser Erfolg. Es folgten Konzerte u. a. 1985 in der New Yorker Carnegie Hall und der Radio City Music Hall, im Washingtoner Kennedy Center und im Universal Amphitheater von Los Angeles. Das nachfolgende Album Down to the Moon wurde 1987 mit einem Grammy ausgezeichnet. Es folgten Touren in Kanada, den USA, 13 europäischen Ländern, Japan und Australien.
1988/89 entstand das Album Dancing with the Lion. Zum ersten Mal öffnete Vollenweider sein Projekt für zahlreiche Gastmusiker aus den verschiedensten musikalischen Bereichen. Unter eigener Regie produzierte er mit Dancing with the Lion und Pearls & tears zwei ausgefallene, preisgekrönte Musik-Videos, zu denen er auch für Inhalt, Choreografie und Ausstattung zeichnete. 1990 erschien das Doppelalbum Trilogy, eine Anthologie der ersten drei Alben Behind the Gardens, Caverna Magica und White Winds, das zusätzlich bislang international unveröffentlichtes Material enthielt. 1991 folgte das Album Book of Roses, welches erstmals neue, symphonische Elemente enthielt.
Auf dem Roten Platz in Moskau gab er 1992 ein Benefiz-Freiluftkonzert zu Gunsten der Kinder von Tschernobyl. In Monaco erhielt er den World Music Award.
Vollenweider produzierte 1993/94 mit Eolian Minstrel zum ersten Mal ein Album mit gesungenen Liedern. Mitwirkende sind die beiden amerikanischen Sängerinnen Carly Simon und Eliza Gilkyson. Es folgten weltweite Tourneen. 1994–1996 sang Vollenweider u. a. in Modena (Italien) Duette mit Luciano Pavarotti sowie dem Rocksänger Bryan Adams.
Vollenweider tritt gern an ungewöhnlichen Orten auf. So konzertierte er in einer Reihe von Schlössern und Burgen, u. a. in Polen; mit dem italienischen Rockmusiker Zucchero trat er in Bruneck (Südtirol) bei einem Freiluftkonzert auf, Konzerte fanden in einer vulkanischen Höhle beim «Festival Musica Visual» auf Lanzarote statt. 1997 wirkte er bei den Aufnahmen zu Kryptos, Musik für grosses symphonisches Orchester und Gastvirtuosen, mit. Ausschnitte von Kryptos wurden mit dem RAI-Orchester auf dem Sanremo-Festival in Italien aufgeführt. 1998 wurde das symphonische Live-Projekt Wolkenstein durchgeführt.
1999 widmete sich Vollenweider mit dem Album Cosmopoly wieder mehr der freien Improvisation. Er lud seine Freunde zum Stelldichein der Weltmusik ein: den amerikanischen Vokalakrobaten Bobby McFerrin, den brasilianischen Poeten und Sänger Milton Nascimento, den südafrikanischen Ethno-Jazzpianisten Abdullah Ibrahim, die armenische Duduk-Legende Dschiwan Gasparjan und den Dudelsack- und Whistle-Virtuosen Carlos Nuñez aus dem spanischen Galicien, die Songwriterin Carly Simon und den nordamerikanischen Blues-Posaune-Meister Ray Anderson.
Im Jahr 2000 reiste Vollenweider mit dem «Cosmopoly»–Projekt durch Europa in fast täglich veränderter Zusammensetzung. Damit folgte Vollenweider auch live dem offenen Konzept des Albums. In New York spielte die Gruppe zwei Konzerte anlässlich der Veröffentlichung des Albums. Auch diesmal gab es eine einmalige Besetzung mit Carly Simon, Carlos Nuñez, Mindy Jostyn, Dschiwan Gasparjan, Xiao Jing Wang und Walter Keiser. Konzerte in Brasilien folgten mit Milton Nascimento und dem Komponisten und Pianisten Wagner Tiso. Der Song Cor do Amor, den Vollenweider mit Milton Nascimento schrieb, wurde für den ersten Latin Grammy nominiert.
2001 konzertierte er in Bali (Indonesien) im Rahmen der internationalen Konferenz «Song Of Convergence» mit balinesischen Musikern. Dort begann er mit dem Schreiben der symphonischen Novelle Tales of Kira Kutan, welche am 3. Juni beim Warschauer Filmmusik-Festival uraufgeführt wurde. Es wirken mit: das Orchester «Sinfonia Varsovia» (Yehudi Menuhin) unter der Leitung von Co-Orchestrator und Dirigent André Bellmont. Im September fand im Olympiastadion Athen eine weitere Uraufführung im Rahmen des internationalen Sokrates-Jahres statt: das Musiktheater «SOCRATES – dawn of civilization», mit dem amerikanischen Schauspieler Rod Steiger als Sokrates. Vollenweiders gross angelegter und dramatischer Soundtrack ist eine Verbindung von «Sound Design», Chören und Perkussion. Er erhielt eine «Carte blanche» beim AVO-Festival in Basel, Schweiz. Seine Gäste waren Abdullah Ibrahim und David Lindley.
2002 stellte Andreas Vollenweider eine neue Band zusammen: das Mini-Orchester mit Walter Keiser und den beiden Musikern Daniel Küffer (Saxophon) und Andi Pupato (Perkussion). Andreas Vollenweider & Friends spielten auf verschiedenen Festivals und Theatersälen in Europa, zum Beispiel auf den Leverkusener Jazztagen. An der Schweizer Landesausstellung Expo.02 musizierten sie auf der Bühnenkonstruktion des Architekten Jean Nouvel an den Ufern des Murtensees. Im Juli des Jahres lud Vollenweider die Sinfonia Varsovia zum Festival «Live at Sunset» nach Zürich ein und erhielt für seine symphonischen Werke Wolkenstein und Tales of Kira Kutan standing ovations. Es folgte ein Auftritt am Londoner Big Chill Festival.
Vollenweider war Gastsolist am Geburtstagskonzert des Jazzkomponisten George Gruntz in Zug (Schweiz). Ausserdem arbeitete er am amerikanischen Film Tears of the Sun mit dem deutschen Filmkomponisten Hans Zimmer mit. 2003 setzte er die Zusammenarbeit mit Zimmer fort. Er musizierte bei Konzerten in Johannesburg sowie in Kapstadt beim North Sea Jazz Cape Town als Gastmusiker des Südafrikaners Pops Mohamed. 2004 erschien die CD-Produktion «Vox» bei Universal Music in Europa. Andreas Vollenweider & Friends spielten im Oktober zwei Konzerte in Bloemfontein in Südafrika. Eines davon fand beim «MACUFE Festival» vor 40.000 Besuchern statt. Im Herbst ging die die Band durch Slowenien, Serbien, Italien, Deutschland und Polen auf Tournee. Vorläufiger Abschluss der Tournee waren zwei Konzerte in Zürich, von denen eines vom Schweizer Fernsehen aufgezeichnet und mehrmals ausgestrahlt wurde.
2005 war Vollenweider keynote speaker am zweiten World Spirit Forum (WSF) in der Schweiz, das sich als Gegenpol zum jährlichen World Economic Forum (WEF) versteht. Im August umrahmte Andreas Vollenweider den interreligiösen Anlass mit dem Dalai Lama auf dem Münsterplatz in Zürich musikalisch. In den USA und Kanada erschien die Neu-Veröffentlichung des gesamten vom Künstler überarbeiteten Backkatalogs mit Video/DVD und des Albums Vox. Die «Best of» Magic Harp klettert bereits in der ersten Woche nach Veröffentlichung auf Platz vier der Billboard-Charts in der New-Age-Kategorie.
2006 tourten Andreas Vollenweider & Friends in Deutschland, Spanien und der Schweiz. Im April spielten sie in den USA. Eine vierstündige DVD mit Konzertausschnitten der letzten 25 Jahre erschien im Frühjahr in den USA und im Herbst in Europa unter dem Titel The Magical Journeys of Andreas Vollenweider. Im November 2006 kam das Weihnachtsalbum Midnight Clear, an dem Carly Simon mitwirkte, heraus. Für den Soundtrack zur DVD The Magical Journeys of Andreas Vollenweider erhielt Vollenweider 2007 seine dritte Grammy-Nominierung. Es fanden Konzerte in Europa und den USA statt. Im September erschien die Doppel-CD Andreas Vollenweider & Friends – 25 years live (1982–2007). 2008 war Vollenweider im Studio für sein neuestes Werk, das Anfang 2009 unter dem Namen Air veröffentlicht wurde. Im August spielte Vollenweider mit Xavier Naidoo in Vollenweiders Studio in der Schweiz Stücke für das neue Album ein.
Im November 2009 trat Vollenweider neben anderen Künstlern im grossen Galakonzert im armenischen Jerewan zum 80. Geburtstag des Duduk-Musikers Dschiwan Gasparjan auf. Er tourte in Europa mit dem Programm »AIR-Musik«, begleitet vom »Frischluftorchester«. Im August trat er beim Joy of Jazz Festival in Johannesburg, Südafrika, auf.
2010 gab Vollenweider vor allem Konzerte in Europa. Ein spezielles Konzertprojekt war «The Watercourse Way» im Shanghai Center in Shanghai, China, im Rahmen der EXPO 2010. Im August spielt die AVAF-Grossformation, das «Dancing with the Lion-Orchester», das «Traumkonzert» in einem Zirkuszelt im schweizerischen Lachen am Zürichsee. Freunde von Vollenweiders Musik reisten aus der ganzen Welt für eine Art «Familientreffen» an. Im Oktober fand eine erneute Südafrikareise statt mit Konzerten am MACUFE Festival in Bloemfontein und in der ausverkauften Arena von Carnival City, Johannesburg, sowie einem Konzert für die Gefangenen des Pollsmore Prison von Kapstadt, einem der grössten Hochsicherheitsgefängnisse der Welt.
Im Juli 2011 fand das Jubiläumskonzert „30 Years Andreas Vollenweider & Friends“ im Rahmen des Montreux Jazz Festival statt. Im Dezember desselben Jahres strahlte das Schweizer Fernsehen die Dokumentation Andreas Vollenweider – der sanfte Widerstand aus, unter anderem mit Szenen von einem Auftritt in Südafrika. 2012 erhielt er den Swiss Music Award in der Kategorie Outstanding Achievement («Herausragende Leistungen»).
2020 veröffentlichte Vollenweider einen Roman („Im Spiegel der Venus“) und ein davon beeinflusstes Album („Quiet Places“). AVUF bestand nun aus Walter Keiser (Rhythmusinstrumente) und der Cellistin Isabel Gehweiler.

## Diskografie

### Studioalben
| Jahr | Titel                                                 | Höchstplatzierung, Gesamtwochen, AuszeichnungChartplatzierungen (Jahr, Titel, Platzierungen, Wochen, Auszeichnungen, Anmerkungen) | Höchstplatzierung, Gesamtwochen, AuszeichnungChartplatzierungen (Jahr, Titel, Platzierungen, Wochen, Auszeichnungen, Anmerkungen) | Höchstplatzierung, Gesamtwochen, AuszeichnungChartplatzierungen (Jahr, Titel, Platzierungen, Wochen, Auszeichnungen, Anmerkungen) | Höchstplatzierung, Gesamtwochen, AuszeichnungChartplatzierungen (Jahr, Titel, Platzierungen, Wochen, Auszeichnungen, Anmerkungen) | Anmerkungen                                  |
| Jahr | Titel                                                 | DE | AT | CH | US | Anmerkungen                                  |
| ---- | ----------------------------------------------------- | --- | --- | --- | --- | -------------------------------------------- |
| 1981 | Behind the Gardens – Behind the Wall – Under the Tree | DE32 Gold · (23 Wo.)DE | — | — | US121 Gold · (18 Wo.)US |                                              |
| 1983 | Caverna Magica                                        | DE11 Gold · (20 Wo.)DE | AT5 (10 Wo.)AT | — | US149 Gold · (15 Wo.)US |                                              |
| 1984 | White Winds (Seeker’s Journey)                        | DE19 (22 Wo.)DE | AT15 (10 Wo.)AT | CH5 (17 Wo.)CH | US76 Gold · (39 Wo.)US |                                              |
| 1986 | Down to the Moon                                      | DE20 (14 Wo.)DE | AT13 (2 Wo.)AT | CH3 Gold · (15 Wo.)CH | US60 Platin · (39 Wo.)US |                                              |
| 1989 | Dancing with the Lion                                 | DE26 (9 Wo.)DE | — | CH2 Gold · (14 Wo.)CH | US52 (19 Wo.)US |                                              |
| 1990 | Traumgarten                                           | — | — | CH16 (7 Wo.)CH | — | gemeinsam mit seinem Vater Hans Vollenweider |
| 1991 | Book of Roses                                         | DE73 (6 Wo.)DE | — | CH21 (11 Wo.)CH | US117 (5 Wo.)US |                                              |
| 1993 | Eolian Minstrel                                       | DE93 (3 Wo.)DE | — | CH15 (9 Wo.)CH | — |                                              |
| 1997 | Kryptos                                               | DE82 (4 Wo.)DE | — | CH19 (9 Wo.)CH | — |                                              |
| 1999 | Cosmopoly                                             | — | — | CH31 (3 Wo.)CH | — |                                              |
| 2004 | Vox                                                   | — | — | CH63 (6 Wo.)CH | — |                                              |
| 2006 | Midnight Clear                                        | — | — | CH50 (4 Wo.)CH | — | mit Carly Simon                              |
| 2009 | AIR                                                   | — | — | CH25 (5 Wo.)CH | — |                                              |
| 2020 | Quiet Places                                          | DE45 (1 Wo.)DE | — | CH8 (8 Wo.)CH | — | feat. Isabel Gehweiler                       |
| 2022 | SlowFlow & Dancer                                     | DE42 (1 Wo.)DE | — | CH7 (9 Wo.)CH | — |                                              |

grau schraffiert: keine Chartdaten aus diesem Jahr verfügbar
Weitere Studioalben
- 1976 – Vollenweider, Bardet, Valentini (Lyrik und Musik): Heinrich Heine – ein neues Lied
- 1976 – Vollenweider, Bardet, Valentini (Poesie und Musik): François Villon
- 1977 – Vollenweider, Bardet, Valentini (Poesie und Musik): Heinrich Heine – Ich kann nicht mehr die Augen schliessen
- 1979 – Eine Art Suite in XIII Teilen (nur in der Schweiz erschienen)

### Livealben
| Jahr | Titel                                         | Höchstplatzierung, Gesamtwochen, AuszeichnungChartplatzierungen (Jahr, Titel, Platzierungen, Wochen, Auszeichnungen, Anmerkungen) | Höchstplatzierung, Gesamtwochen, AuszeichnungChartplatzierungen (Jahr, Titel, Platzierungen, Wochen, Auszeichnungen, Anmerkungen) | Höchstplatzierung, Gesamtwochen, AuszeichnungChartplatzierungen (Jahr, Titel, Platzierungen, Wochen, Auszeichnungen, Anmerkungen) | Höchstplatzierung, Gesamtwochen, AuszeichnungChartplatzierungen (Jahr, Titel, Platzierungen, Wochen, Auszeichnungen, Anmerkungen) | Anmerkungen |
| Jahr | Titel                                         | DE | AT | CH | US | Anmerkungen |
| ---- | --------------------------------------------- | --- | --- | --- | --- | ----------- |
| 1994 | Live 1982–1994                                | — | — | CH45 (3 Wo.)CH | — |             |
| 2024 | Live at Rockpalast 1982 (Live, Loreley, 1982) | DE82 (1 Wo.)DE | — | CH68 (1 Wo.)CH | — |             |

Weitere Livealben
- 2007 – Andreas Vollenweider and Friends: 25 years live, 1982–2007

### Kompilationen
| Jahr | Titel         | Höchstplatzierung, Gesamtwochen, AuszeichnungChartplatzierungen (Jahr, Titel, Platzierungen, Wochen, Auszeichnungen, Anmerkungen) | Höchstplatzierung, Gesamtwochen, AuszeichnungChartplatzierungen (Jahr, Titel, Platzierungen, Wochen, Auszeichnungen, Anmerkungen) | Höchstplatzierung, Gesamtwochen, AuszeichnungChartplatzierungen (Jahr, Titel, Platzierungen, Wochen, Auszeichnungen, Anmerkungen) | Höchstplatzierung, Gesamtwochen, AuszeichnungChartplatzierungen (Jahr, Titel, Platzierungen, Wochen, Auszeichnungen, Anmerkungen) | Anmerkungen |
| Jahr | Titel         | DE | AT | CH | US | Anmerkungen |
| ---- | ------------- | --- | --- | --- | --- | ----------- |
| 2000 | The Essential | — | — | CH79 (1 Wo.)CH | — |             |

Weitere Kompilationen
- 1990 – Trilogy (enthält die kompletten Alben Behind the Garden, Caverna Magica und White Winds sowie Teile von «Eine Art Suite» und die Single «Pace Verde»)
- 2000 – Moon Dance – Best (1981–96, Label: Zounds, alle Titel digital remastered, 24 Karat Gold-CD)
- 2005 – Magic Harp (Best Of, nur USA/Canada)
- 2005 – The Storyteller (Best Of, enthält eine DVD mit Konzertmitschnitten, international erschienen, ausser USA/Kanada)

### Videoalben
- 2006 – The Magical Journeys Of Andreas Vollenweider Doppel-DVD mit Aufnahmen aus 25 Jahren (Geschichte, Live-Konzerte, Interviews, Dokumentarfilme, Video Clips…)

## Film
- Andreas Vollenweider. Der sanfte Widerstand. Dokumentarfilm, Schweiz, 2011, 56:25 Min., Buch und Regie: Cristina Karrer, Produktion: SRF, Reihe: Stars, Erstsendung: 25. Dezember 2011 bei SF 1, Inhaltsangabe von 3sat, online-Video für Schweizer Zuschauer.